# Walk Away (Kelly Clarkson-låt)
Walk Away är den femte singeln från albumet Breakaway av Kelly Clarkson. Den ersatte "Addicted" som egentligen skulle ha varit den femte och sista singeln, men eftersom den liknade "Behind These Hazel Eyes" och "Because of You" valdes den bort. I stället skulle "Gone" ha varit den femte, men den ströks också på grund av den liknade "Since U Been Gone".
Den 31 mars 2006 belönades singeln med en guldskiva av RIAA, och hade sålt över 500 000 exemplar till alla format i USA.
Den 11 februari 2010 hade "Walk Away" sålt över 1 100 000 miljoner digitala exemplar i USA. "

## Listplaceringar
"Walk Away" debuterade på Billboards Hot 100 på placeringen 97 den 21 januari 2006.
"Walk Away" blev första släpp från Breakaway's att misslyckas med att ta sig in blande de tio främsta på Billboard Hot 100, med topplaceringen 12. Den blev populär på radions rotationslistor, och tillbringade det längsta antalet veckor efter topplaceringen på innan den lämnade Hot 100 bland alla singlar från Breakaway. "Walk Away" lämnade Billboards topp 50 den 10 augusti 2006, och rankades på 45:e plats på Hot 100.s årsslutslista för 2006.
| Lista (2006)                                        | Topplacering |
| --------------------------------------------------- | ------------ |
| Australiska ARIA-singellistan                       | 27           |
| Österrikiska singellistan                           | 29           |
| Tyska singellistan                                  | 30           |
| Indonesiska singellistan                            | 2            |
| Irländska singellistan                              | 10           |
| Nyzeeländska RIANZ-singellistan                     | 19           |
| Schweiziska singellistan                            | 58           |
| Brittiska singellistan                              | 21           |
| Amerikanska Billboard Hot 100                       | 12           |
| Amerikanska Billboard Pop 100                       | 6            |
| Amerikanska Billboard Hot Adult Contemporary Tracks | 19           |
| Amerikanska Billboard Hot Adult Top 40 Tracks       | 3            |
| Amerikanska Billboard Hot Dance Club Play1          | 5            |

| Land | Certifikat |
| ---- | ---------- |
| USA  | Guld       |

### Fotnoter
1. ↑  Moss, Corey. "Bonus SoundScan numbers for Kelly Clarkson, David Cook, more!". USA Today. 14 februari 2006.
2. ↑  Clover Hope, "Nelly Nabs Fourth Hot 100 No. 1" Arkiverad 11 november 2007 hämtat från the Wayback Machine., Billboard.com, 12 januari 2006.
3. ↑  Billboard chart history for Kelly Clarkson.
4. ↑  ”Arkiverade kopian”. Arkiverad från originalet den 24 september 2015. https://web.archive.org/web/20150924151606/http://www.riaa.com/goldandplatinumdata.php?resultpage=1. Läst 12 juli 2010.